# زانکت نیکولای اوب دراسلینگ
زانکت نیکولای اوب دراسلینگ (به آلمانی: Sankt Nikolai ob Draßling) یک منطقهٔ مسکونی در اتریش است که در لیبنیتس واقع شده‌است. زانکت نیکولای اوب دراسلینگ ۱۷٫۵۶ کیلومتر مربع مساحت دارد ۳۳۳ متر بالاتر از سطح دریا واقع شده‌است.